# شرون اسپرینگز (کانزاس)
شرون اسپرینگز (به انگلیسی: Sharon Springs) شهری در ایالت کانزاس کشور ایالات متحده آمریکا است که جمعیت آن در سرشماری سال ۲۰۱۰ میلادی، ۷۴۸ نفر بوده‌است.